# 3.ª División de Caballería
La 3.ª División de Caballería (DC 3) fue una división de caballería a caballo del Ejército Argentino creada en 1939 con asiento de paz en Tandil y con dependencia del Cuerpo de Caballería. Una división disuelta en la reorganización de 1964.

## Historia
Por resolución superior del 26 de diciembre de 1939, se resolvió crear una división de caballería a caballo. Así erigió la División de Caballería 3 creada con asiento inicialmente en San Luis y después cambiada a Tandil. Quedó formada por dos brigadas y cinco regimientos (RC1, RC4, RC7, RC12 y RC13). Fue su primer comandante el coronel José Estanislao López.
La reorganización aprobada en 1964 resolvió transformar la caballería eliminando las divisiones. Así la División de Caballería 3 quedó disuelta. Su comando fue ocupado por la I Brigada de Caballería Blindada (Br C Bl I).

## Organización
- 3.ª División de Caballería (1939)
  - Regimiento 4 de Caballería, Junín de los Andes
  - Regimiento 7 de Caballería, San Luis
  - Regimiento 13 de Caballería, Villa Mercedes
  - Regimiento 1 de Caballería, Campo de los Andes
  - Regimiento 12 de Caballería, San Rafael
  - 4.º Grupo de Artillería a Caballo, San Luis

## Asientos
- San Luis  (1939-1940)
- Tandil  (1940-1964)